# Norman Blackwell, Baron Blackwell

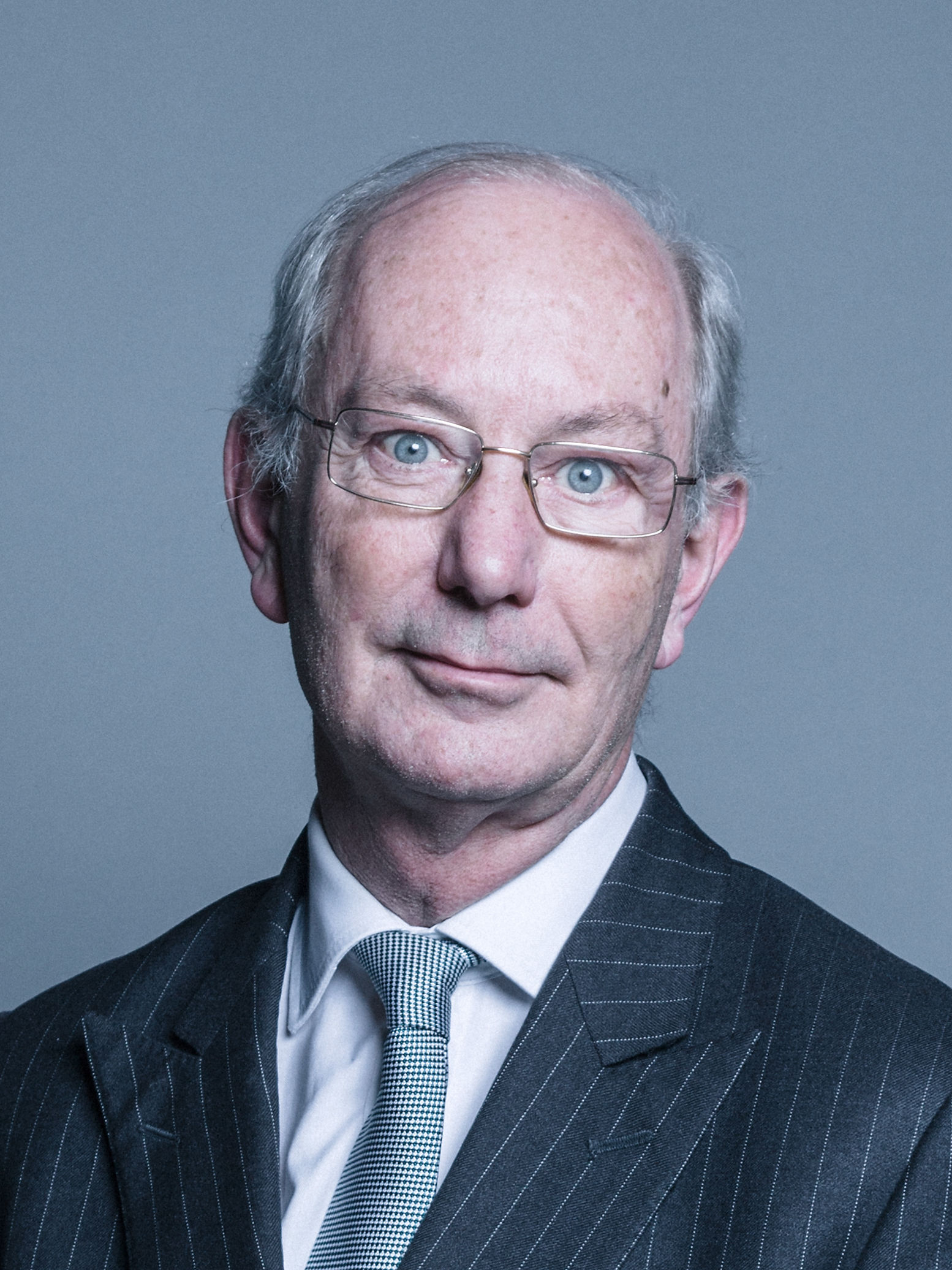
Norman Blackwell, Baron Blackwell

Norman Roy Blackwell, Baron Blackwell (* 29. Juli 1952) ist ein britischer Politiker der Conservative Party, Geschäftsmann und Life Peer.

## Biografie
Blackwell, Sohn von Albert und Frances Blackwell, besuchte zunächst die Latymer Upper School in Hammersmith und anschließend die Royal Academy of Music in London. Blackwell graduierte 1973 am Trinity College der University of Cambridge mit einem Master of Arts in Naturwissenschaften. Er besuchte dann die Wharton School an der University of Pennsylvania, wo er 1975 den Master of Business Administration erreichte und 1976 mit einem Ph.D. abschloss.
Norman Blackwell war ein Mitarbeiter von McKinsey & Company zwischen 1978 und 1994. Nachdem er bereits zwischen 1986 und 1987 Berater gewesen war, wurde er 1995 Leiter der Prime Minister's Policy Unit in der 10 Downing Street; diese Position hatte er bis 1997 inne. Von 2000 bis 2003 war er Direktor der Dixons Group und wurde anschließend Direktor von Standard Life. Derzeit ist er Vorsitzender von Interserve Plc und des Centre for Policy Studies.
Am 2. August 1997 wurde er als Baron Blackwell, of Woodcote in the County of Surrey, zum Life Peer erhoben und ist seither Mitglied des House of Lords.

## Familie
Er heiratete 1974 Brenda Clucas. Sie haben drei Söhne und zwei Töchter: Jane, Simon, Sarah, Richard und William Blackwell.